# Mistrovství Evropy technických stupňů v judu
Mistrovství Evropy technických stupňů v judu je dnes již neexistující typ soutěže v judu. 
Byl to typ soutěží navržený samotným mistrem Kanem, ale řadou judistů (judoků) kritizovaný již v tehdejší době. Zánik přišel do několika let s přijetím juda na olympijské hry při zasedání olympijského výboru v roce 1960. Olympijský výbor měl podmínku zavedení váhových kategorií, aby se soutěží mohli účastnit i sportovci z nejvíce judistických zemí. Studium juda je totiž celoživotní záležistost a dosáhnutí i 3. Danu je otázka několika let. Soutěže v 5. Danu se například nekonaly a soutěživý judisté jako byl například Anton Geesink, který 5. Danu dosáhl v roce 1958 by se mohl účastnit maximálně kategorie bez omezení.
Definitivní konec technických stupňů v Evropě přišel s nástupem sovětských sambistů do justických soutěží začátkem 60. let.

## Mistři Evropy v technických stupních

### 1. Kyu
| Rok  | Místo          | Datum             | Vítěz                  | Finalista           |
| ---- | -------------- | ----------------- | ---------------------- | ------------------- |
| 1951 | Paříž, Francie | 6. prosinec 1951  | Michel Dupré (FRA)     | Anton Geesink (NED) |
| 1952 | Paříž, Francie | 10. prosinec 1952 | Gilbert Briskine (FRA) | Hein Essink (NED)   |

### 1. Dan
| Rok  | Místo                 | Datum             | Vítěz                   | Finalista                |
| ---- | --------------------- | ----------------- | ----------------------- | ------------------------ |
| 1951 | Paříž, Francie        | 6. prosinec 1951  | Bernard Pariset (FRA)   | Walter Schombert (FRG)   |
| 1952 | Paříž, Francie        | 10. prosinec 1952 | Anton Geesink (NED)     | Georges Poumarat (FRA)   |
| 1954 | Brusel, Belgie        | 11. prosinec 1954 | Daniel Outelet (BEL)    | Gilbert Briskine (FRA)   |
| 1955 | Paříž, Francie        | 4. prosinec 1955  | André Colonges (FRA)    | Dominique Demartre (FRA) |
| 1957 | Rotterdam, Nizozemsko | listopad 1957     | John Newman (GBR)       | Marcel Nottola (FRA)     |
| 1958 | Barcelona, Španělsko  | listopad 1958     | Michel Bourgoin (NED)   | Marcel Nottola (FRA)     |
| 1959 | Vídeň, Rakousko       | květen 1959       | Lionel Grossain (FRA)   | Jacques Le Berre (FRA)   |
| 1960 | Amsterdam, Nizozemsko | květen 1960       | Michel Franceschi (FRA) | Jacques Le Berre (FRA)   |
| 1961 | Milan, Itálie         | květen 1961       | Herbert Niemann (GDR)   | Yves Reymond (FRA)       |
| 1962 | Essen, Německo        | květen 1962       | Marcel Etienne (BEL)    | Boris Miščenko (URS)     |

### 2. Dan
| Rok  | Místo                 | Datum             | Vítěz                       | Finalista               |
| ---- | --------------------- | ----------------- | --------------------------- | ----------------------- |
| 1951 | Paříž, Francie        | 6. prosinec 1951  | Guy Cauquil (FRA)           | John Chaplin (GBR)      |
| 1952 | Paříž, Francie        | 10. prosinec 1952 | Robert Jaquemond (AUT)      | Bernard Pariset (FRA)   |
| 1954 | Brusel, Belgie        | 11. prosinec 1954 | Michel Dupré (FRA)          | Douglas Young (GBR)     |
| 1955 | Paříž, Francie        | 4. prosinec 1955  | Daniel Outelet (BEL)        | Douglas Young (GBR)     |
| 1957 | Rotterdam, Nizozemsko | listopad 1957     | Franz Sinek (FRG)           | Alan Petherbridge (GBR) |
| 1958 | Barcelona, Španělsko  | listopad 1958     | John Newman (GBR)           | Franz Sinek (FRG)       |
| 1959 | Vídeň, Rakousko       | květen 1959       | Marcel Nottola (FRA)        | Franz Sinek (FRG)       |
| 1960 | Amsterdam, Nizozemsko | květen 1960       | Jean-Pierre Dessailly (FRA) | Alphonse Lemoine (FRA)  |
| 1961 | Milan, Itálie         | květen 1961       | Theo van Ierland (NED)      | Lionel Grossain (FRA)   |
| 1962 | Essen, Německo        | květen 1962       | Anzor Kibrocašvili (URS)    | Remo Venturelli (ITA)   |

### 3. Dan
| Rok  | Místo                 | Datum             | Vítěz                       | Finalista              |
| ---- | --------------------- | ----------------- | --------------------------- | ---------------------- |
| 1951 | Paříž, Francie        | 6. prosinec 1951  | Jean de Herdt (FRA)         | Geof Gleeson (GBR)     |
| 1952 | Paříž, Francie        | 10. prosinec 1952 | Guy Cauquil (FRA)           | Franz Nimführ (AUT)    |
| 1954 | Brusel, Belgie        | 11. prosinec 1954 | Bernard Pariset (FRA)       | Lucien Colonges (FRA)  |
| 1955 | Paříž, Francie        | 4. prosinec 1955  | Anton Geesink (NED)         | Henri Courtine (FRA)   |
| 1957 | Rotterdam, Nizozemsko | listopad 1957     | Daniel Outelet (BEL)        | Walter Reiter (FRG)    |
| 1958 | Barcelona, Španělsko  | listopad 1958     | Robert Dazzi (FRA)          | Douglas Young (GBR)    |
| 1959 | Vídeň, Rakousko       | květen 1959       | Michel Rabut (FRA)          | Gilbert Legay (FRA)    |
| 1960 | Amsterdam, Nizozemsko | květen 1960       | Théo Guldemont (BEL)        | Nicola Tempesta (ITA)  |
| 1961 | Milan, Itálie         | květen 1961       | Jean-Pierre Dessailly (FRA) | Willem Dadema (NED)    |
| 1962 | Essen, Německo        | květen 1962       | Alan Petherbridge (GBR)     | Theo van Ierland (NED) |

### 4. Dan
Soutěže ve 4. Danu byly vypisovaný dříve, ale nebyly brány jako oficiální, protože se přihlašovali maximálně dva judisté z jedné země - v polovině 50. let byl 4. Dan v Evropě ojedinělý. Vlastnili ho pouze Britové a Francouzi.
| Rok  | Místo                 | Datum         | Vítěz                       | Finalista             |
| ---- | --------------------- | ------------- | --------------------------- | --------------------- |
| 1957 | Rotterdam, Nizozemsko | listopad 1957 | Anton Geesink (NED)         | Henri Courtine (FRA)  |
| 1958 | Barcelona, Španělsko  | listopad 1958 | Anton Geesink (NED)         | Bernard Pariset (FRA) |
| 1959 | Vídeň, Rakousko       | květen 1959   | Henri Courtine (FRA)        | Claude Collard (FRA)  |
| 1960 | Amsterdam, Nizozemsko | květen 1960   | Daniel Outelet (BEL)        | Tonny Wagennar (NED)  |
| 1961 | Milan, Itálie         | květen 1961   | Nicola Tempesta (ITA)       | Théo Guldemont (BEL)  |
| 1962 | Essen, Německo        | květen 1962   | Jean-Pierre Dessailly (FRA) | Nicola Tempesta (ITA) |